# Zuckelhausen

Zuckelhausen auf einer Karte von 1891

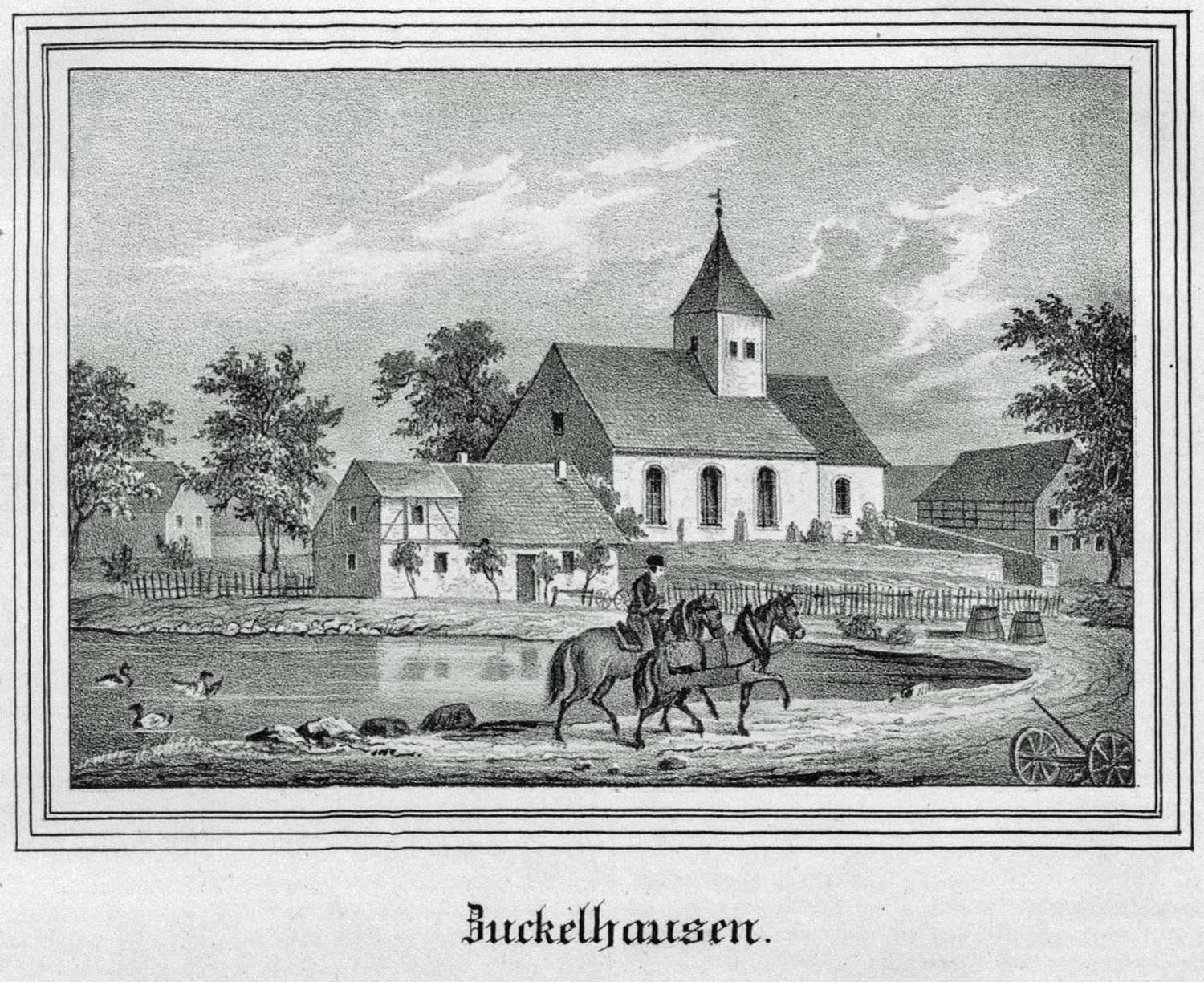
Kirche um 1840

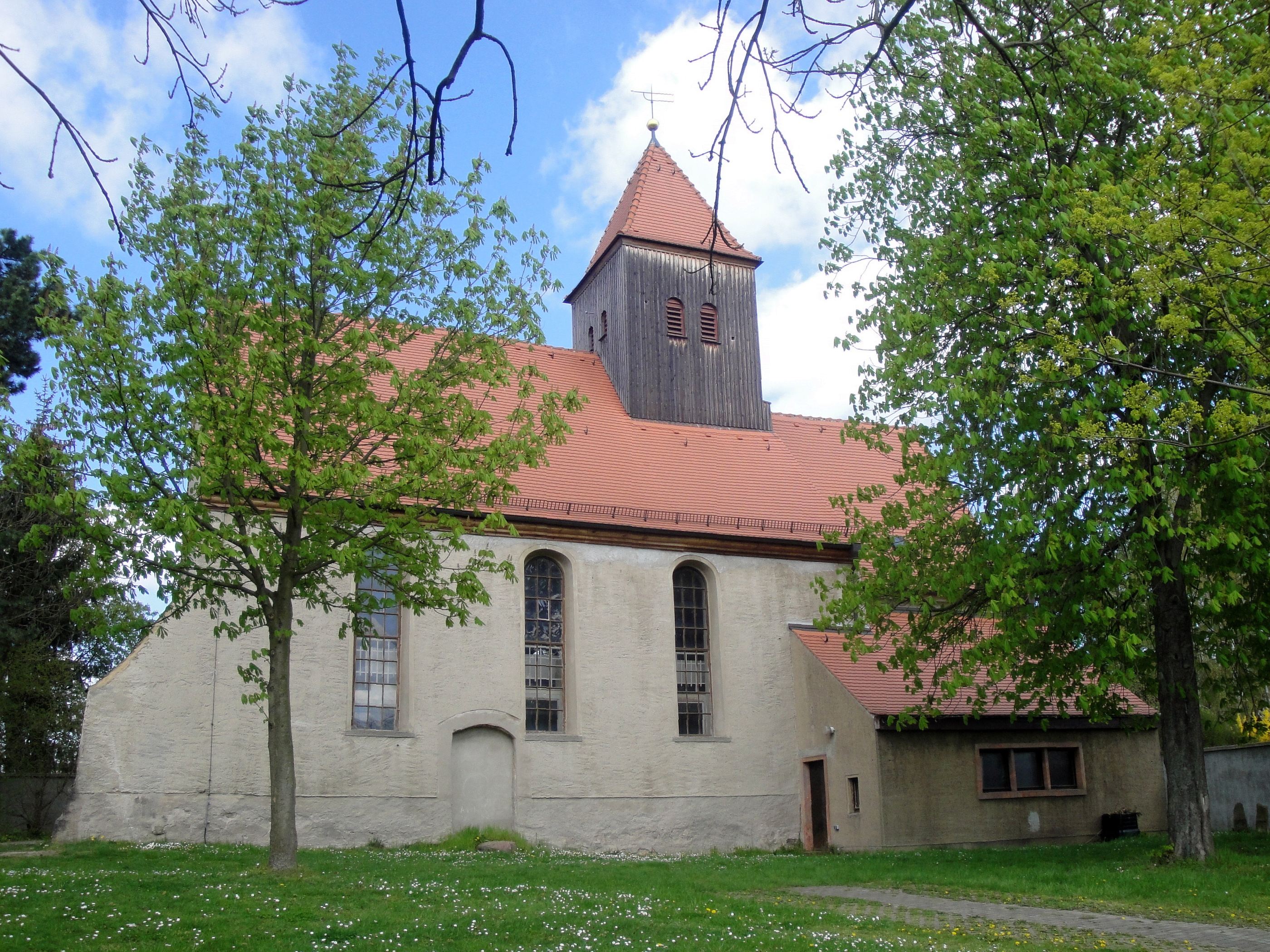
Kirche Zuckelhausen 2016

Das etwa sieben Kilometer südöstlich vom Zentrum Leipzigs gelegene Zuckelhausen ist ein Leipziger Stadtteil. Es war bis zu seiner Vereinigung mit Holzhausen im Jahre 1934 eine selbstständige Gemeinde.

## Geschichte
Zuckelhausen entstand im 6./7. Jahrhundert in dem sorbisch besiedelten Gebiet als Rundangerdorf und wurde in der Deutschen Ostsiedlung von deutschen Zuwanderern besiedelt. Im 12. Jahrhundert wurde die noch heute erhaltene Kirche als romanischer Saalbau errichtet. Die erste urkundliche Erwähnung des Dorfes unter dem Namen „Zschukolosa“ stammt aus dem Jahre 1335. Der Ortsname könnte von sorb. „Leute, die roden“ oder slaw. „trockenes Gereut“, „dürre Lehde“ abgeleitet sein.
1377 gelangte Zuckelhausen in den Besitz des Augustiner-Chorherrenstifts (Thomaskloster), unter dessen Verwaltung es bis zur Reformation und der damit einhergehenden Säkularisation stand. Herzog Moritz schenkte es 1544 der Universität Leipzig. Damit wurde Zuckelhausen eines der so genannten Universitätsdörfer. In der Folgezeit erwarben verschiedene Universitätsmitarbeiter Zuckelhäuser Gutshöfe. Die Universität übte die Gerichtsbarkeit aus und empfing Naturalleistungen und Frondienste.
Während des Dreißigjährigen Krieges wurde das Dorf mehrfach geplündert und in Brand gesteckt. In der Völkerschlacht (1813) spielte der Ort im Rückzugskampf der französischen Truppen eine wichtige Rolle.
1838 begann mit der Sächsischen Landgemeindeordnung auch in Zuckelhausen das Zeitalter der kommunalen Selbstverwaltung. Zu diesem Zeitpunkt wohnten in dem Dorf etwa 150 Einwohner. Zu Beginn des Jahres 1844 endeten die Naturalleistungen für die Universität. Zuckelhausen lag bis 1856 im kursächsischen bzw. königlich-sächsischen Kreisamt Leipzig. Ab 1856 gehörte der Ort zum Gerichtsamt Leipzig I und ab 1875 zur Amtshauptmannschaft Leipzig. Der Bau der Bahnstrecke Leipzig–Geithain und die Eröffnung des Bahnhofs Holzhausen-Zuckelhausen (heute Leipzig-Holzhausen) 1887 erzeugten einen erheblichen Wachstumsschub. Durch die Ansiedlung zahlreicher Gewerbebetriebe, vor allem von Gärtnereien, verdreifachte sich in der Folge die Einwohnerzahl von ca. 340 auf mehr als 1200 Personen.

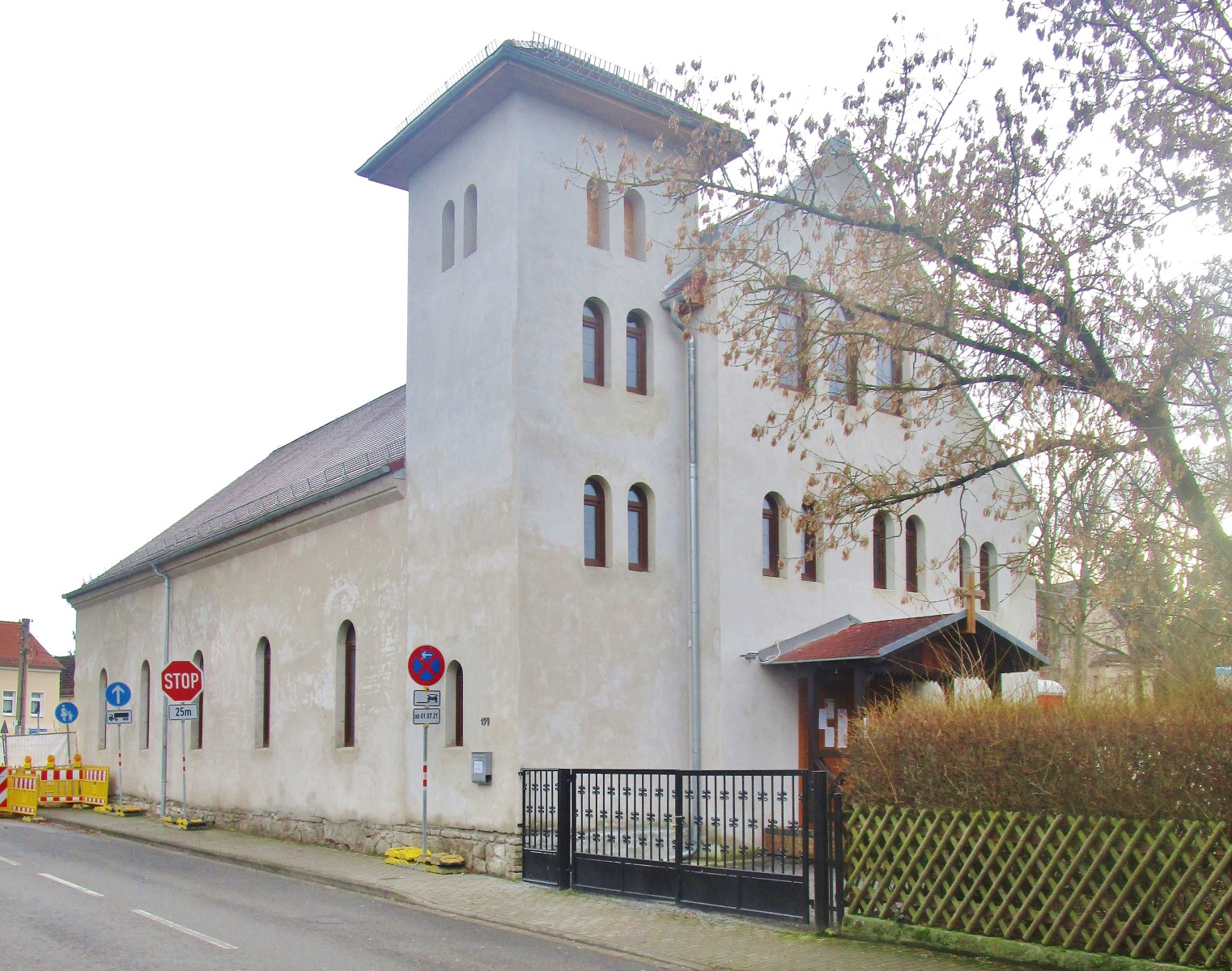
Orthodoxe Kirche

Am 21. Dezember 1928 beschlossen die Gemeindevertretungen von Zuckelhausen und Holzhausen die Vereinigung der Gemeinden. Eine im Februar 1929 durchgeführte Abstimmung der Einwohner unterstützte dieses Vorhaben. Am 1. April 1934 vereinigten sich die beiden Gemeinden unter dem Namen Holzhausen. Mit Holzhausen wurde Zuckelhausen am 1. Januar 1999 nach Leipzig eingemeindet.
Am 26. Juli 2015 wurde in Zuckelhausen der Grundstein für eine neue orthodoxe Kirche in Leipzig gelegt, der Kapelle des Heiligen Georg, in der  griechisch-orthodoxe Gottesdienste ebenso wie solche der  Rumänisch-orthodoxen Kirchgemeinde des Heiligen Georg zu Leipzig gefeiert werden.

## Wohnen und Leben
Das Ortsbild prägen Einfamilienhäuser und kleine Villen, aber auch Gutshöfe ehemaliger Großgrundbesitzer. An den öffentlichen Personennahverkehr ist Zuckelhausen mit der Buslinie 74 und stündlich fahrenden Nahverkehrszügen angebunden.
Im benachbarten Holzhausen gibt es eine Grundschule.